# 鶴龍屬
鶴龍屬（學名：Geranosaurus）是鳥臀目恐龍的一屬，生存於侏羅紀早期。牠的化石只有在南非發現的頜部骨頭、破碎四肢骨頭。由於化石數量之少，鶴龍被認為是疑名。單就其頜部骨頭來分類，牠是屬於鳥臀目。
模式種是G. atavus，是在1911年由羅伯特·布魯姆（Robert Broom）描述、命名。屬名在古希臘文意為「鶴蜥蜴」，意指期四肢骨頭類似鳥類；種名在拉丁文意為「祖先」。四肢骨頭的編號為SAM 1871。

## 外部連結
- http://web.me.com/dinoruss/de_4/5a8acca.htm（页面存档备份，存于）
- https://web.archive.org/web/20090929110400/http://www.thescelosaurus.com/ornithischia.htm